# Songhai-Imperiet
Songhai-Imperiet var en vestafrikansk stat, der eksisterede fra 1400- til 1500-tallet. Riget omfattede en region på op mod 1,5 millioner km², og var grundlagt omkring byen Gao, som ligger ud til Nigerfloden i nutidens Mali. Riget var et af de største i afrikansk historie og omfattede en stor del af det indre Vestafrika, centreret omkring floden Niger. Riget havde navn efter dets dominerende befolkningsgruppe Songhai, som fortsat er en af de dominerende befolkningsgrupper i specielt Mali. Før Songhai-Imperiet var regionen domineret af Mali-Imperiet, der omfattede stort set samme område. Mali-Imperiet gik i gradvis opløsning efter indre uro, der resulterede i at dele af Imperiet løsrev sig, deriblandt den centrale del af Songhai-Imperiet omkring byen Gao.
Songhai-Imperiet havde fremgang og økonomisk vækst indtil en marokkansk invasion i slutningen af 1500-tallet. Marokkanerne havde skydevåben til rådighed og besejrede Songhai-Imperiet. De marokkanske ledere fandt senere ud af, at de ikke kunne opretholde kontrol over det samlede Songhai-Imperium, hvorefter de opdelte riget i en række mindre kongeriger.
| Historie | Spire Denne historieartikel er en spire som bør udbygges. Du er velkommen til at hjælpe Wikipedia ved at udvide den. |

16°16′00″N 0°03′00″V / 16.26667°N 0.05000°V